# 若草公園 (大分市)
若草公園（わかくさこうえん）は、大分県大分市中央町にある都市公園（街区公園）である。

## 概要
1952年（昭和27年）3月31日に開園。大分駅やセントポルタ中央町、ガレリア竹町等の商店街に近く、面積が比較的大きいことから、古くから大分七夕まつり等の各種のイベントの会場として利用されてきた。
1993年（平成5年）に開始された大分市中心部の5つの公園のリフレッシュ事業のうちの第3弾としてふないアクアパーク、ジャングル公園に次いで改装が行われ、1998年（平成10年）5月29日にリフレッシュオープンした。公園リフレッシュ事業では、「花」をテーマとして、花壇や芝生面積が拡張された。また、ステージが新設され、その地下には457台収容の駐輪場が設けられている。
公園内には、朝倉響子作の「平和のわらべ」（1952年（昭和27年）設置）および岩尾順作の「花冠」（1980年（昭和55年）5月設置）の2体の彫刻が設置されている。また、改装前には、クジャク等を飼育する小規模な動物の飼育・展示施設もあった。
毎月第3土曜日には、チャレンジマーケット『まちなか市場』が開催されている。

## 沿革
- 1951年（昭和26年） - 若草公園に徒渉池が設置される[5]。
- 1952年（昭和27年）3月31日 - 公式な開園[1]。
- 1960年（昭和35年） - 街頭テレビの一種であるテレビハウスが設置される[6]。
- 1972年（昭和47年）4月11日 - C55形蒸気機関車の展示開始。
- 1998年（平成10年）5月29日 - リフレッシュオープン。

## C55形蒸気機関車

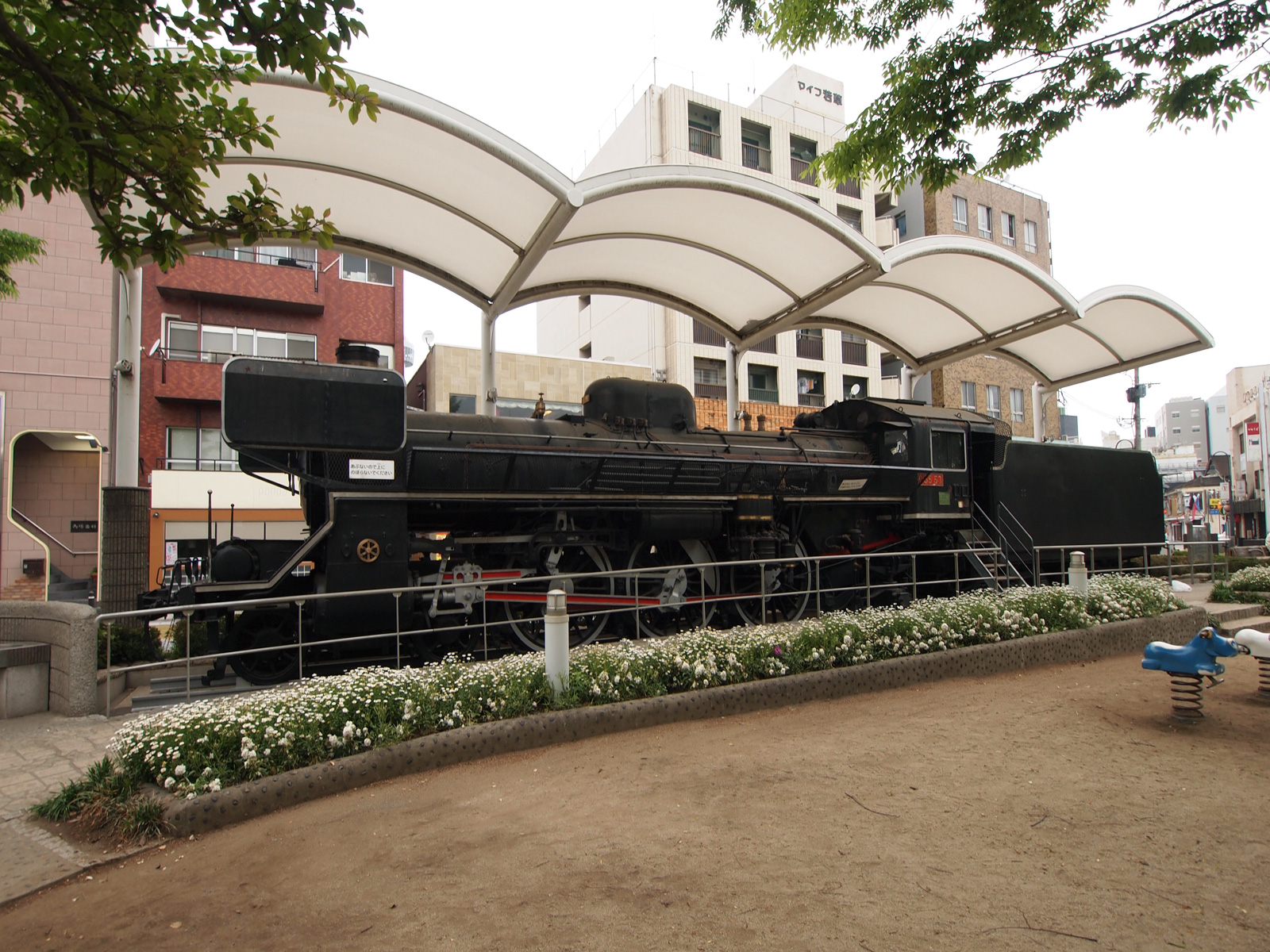
C55形蒸気機関車

公園内には、国鉄C55形蒸気機関車が静態保存されている。この蒸気機関車は1937年（昭和12年）に製造されたもので、1971年（昭和46年）まで主に日豊本線で旅客列車に使用されていた。1972年（昭和47年）に大分鉄道管理局から大分市に無償で貸与され、大分駅からの約700mを仮設線路を敷いて一晩かけて公園まで移動。4月11日から展示された。大分市内の小中学生から募集して、戦国時代の豊後国の大名大友義鎮（宗麟）に因む「そうりん号」という名称が付けられている。1998年（平成10年）の改装に伴い、屋根などが整備されるとともに、全面塗装が行われた。2016年（平成28年）には約20年ぶりに全面塗装が行われている。
また、公園改装前の1996年（平成8年）までは、蒸気機関車のほかに大分交通別大線の500型ワンマン車も静態保存されていたが、公園の改装開始に伴い、佐野植物公園に移設された。

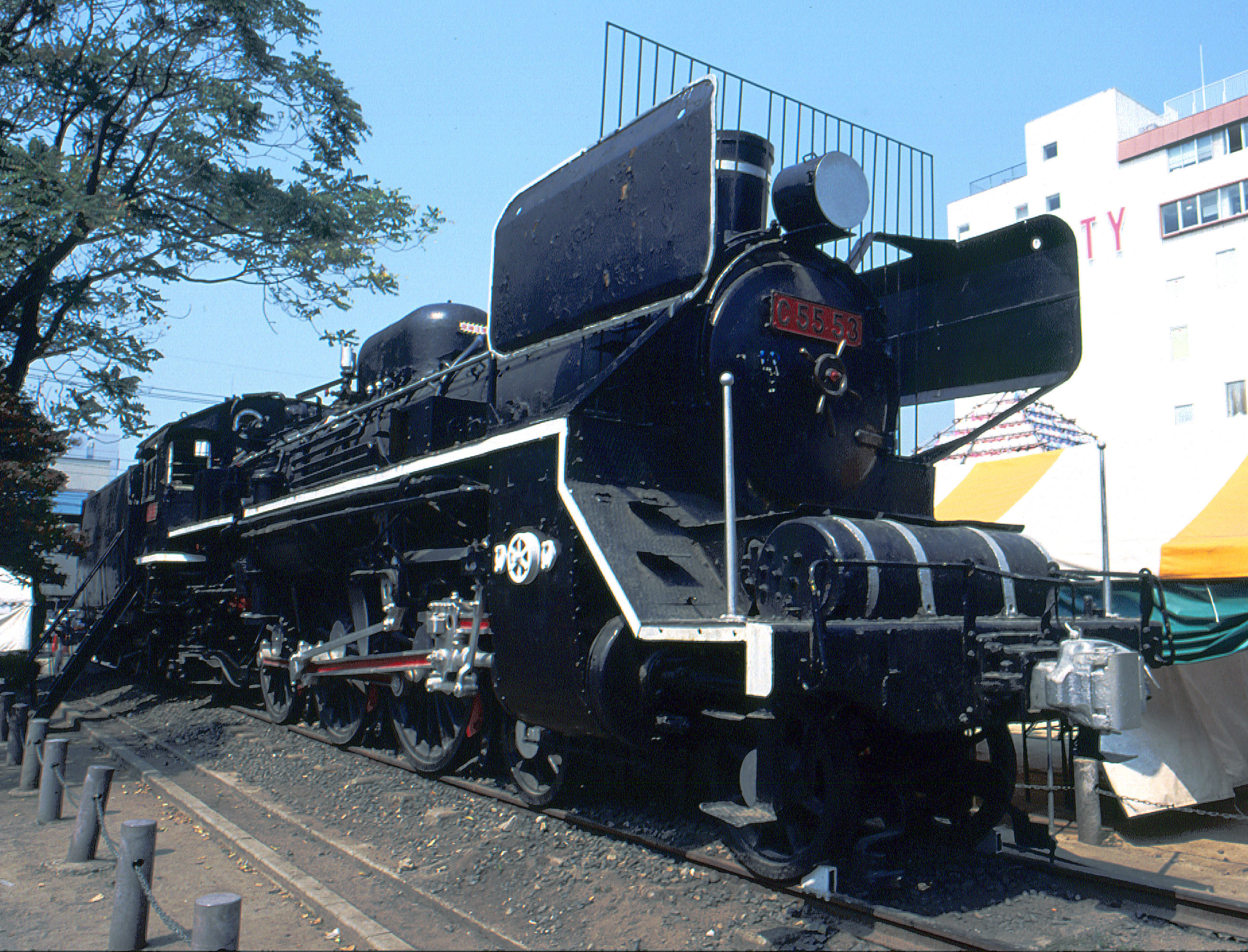
C55形蒸気機関車（公園改装前）
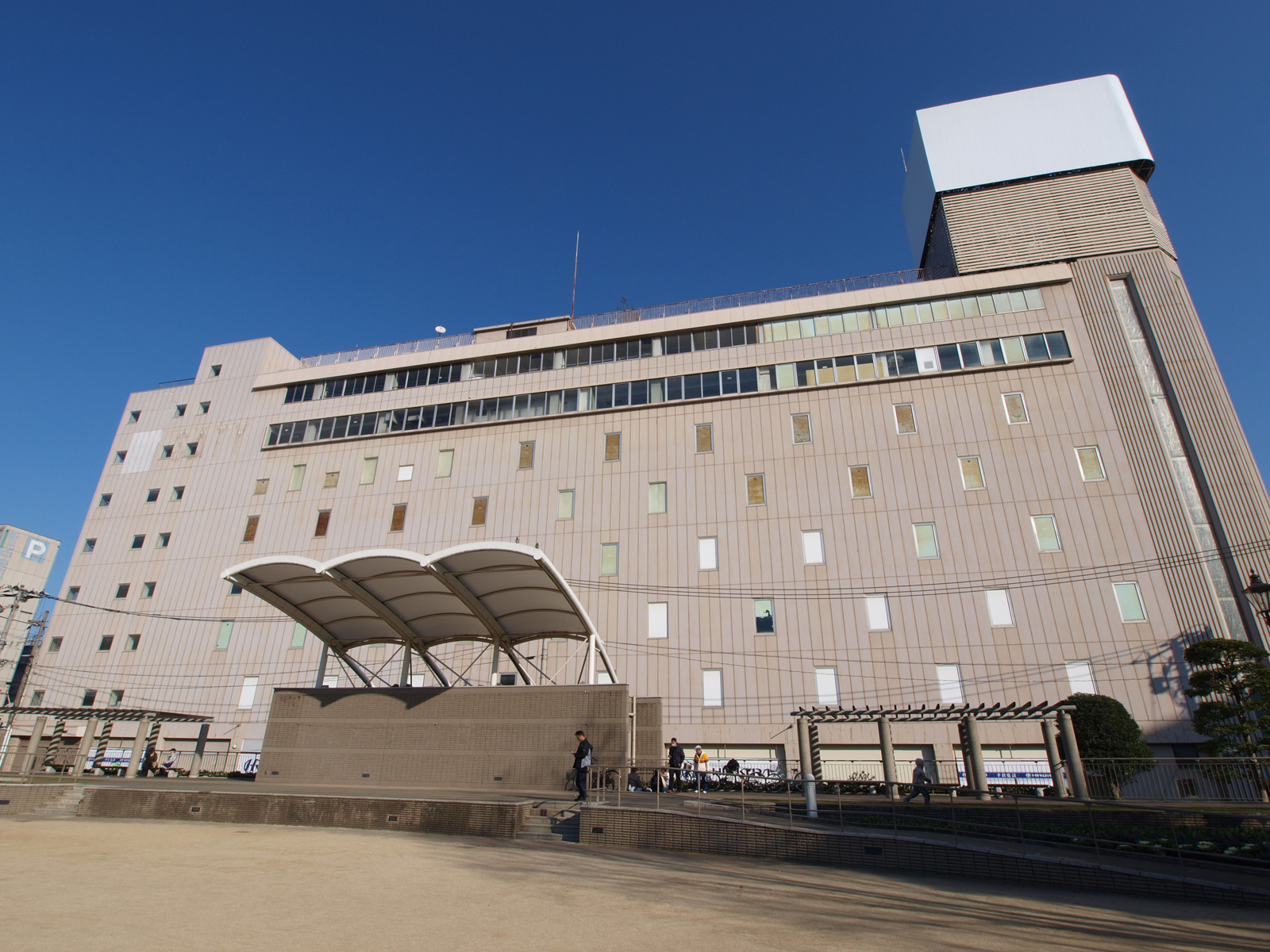
ステージ（背景は閉店後の大分サティ。現在は2階建てに減築されてトキハインダストリー若草公園店になっている。）
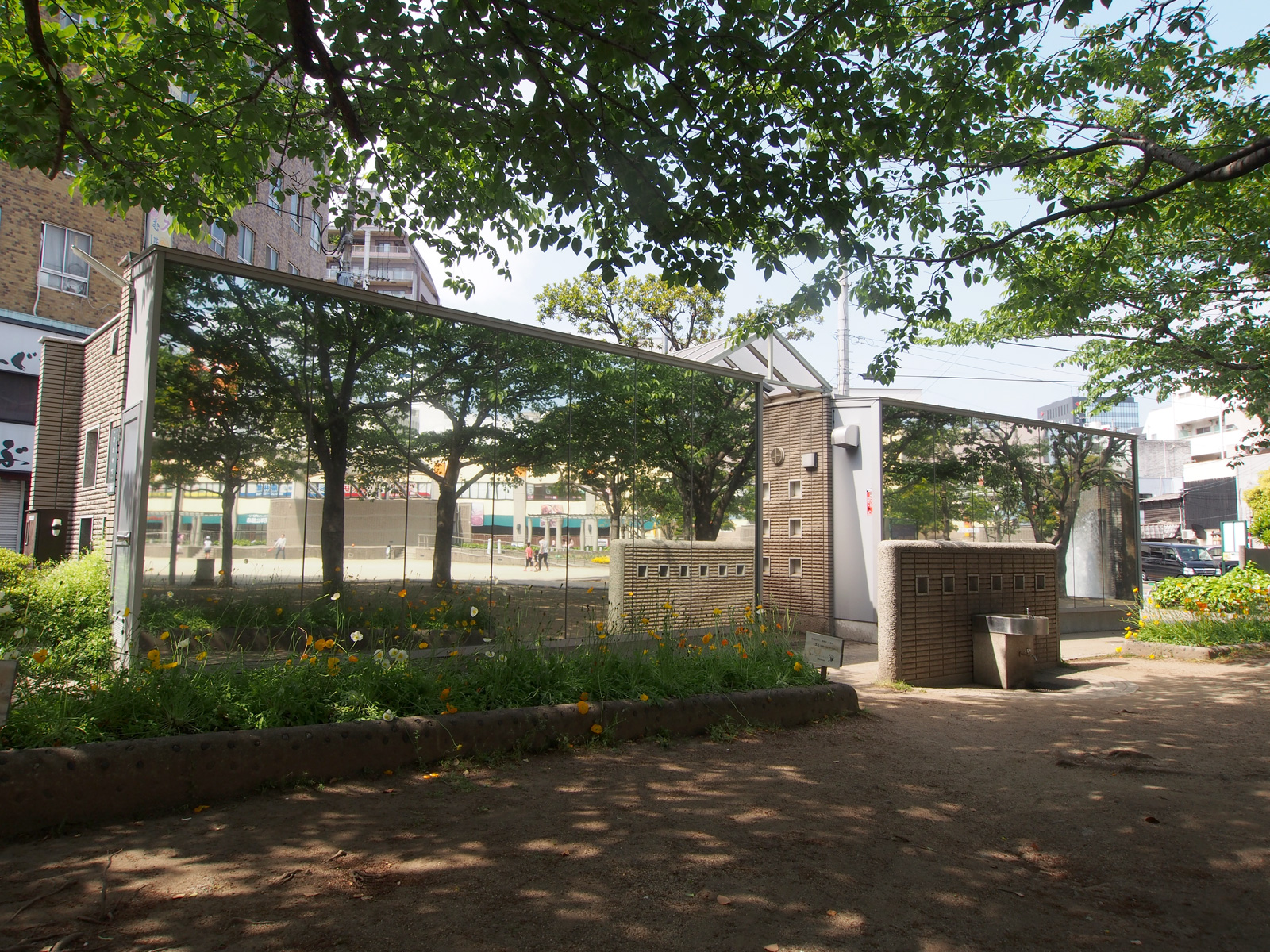
公衆トイレ（おおいたトイレンナーレ参加作品）

## 交通
- JR九州 大分駅から徒歩10分[12]。